# Gherardo Starnina

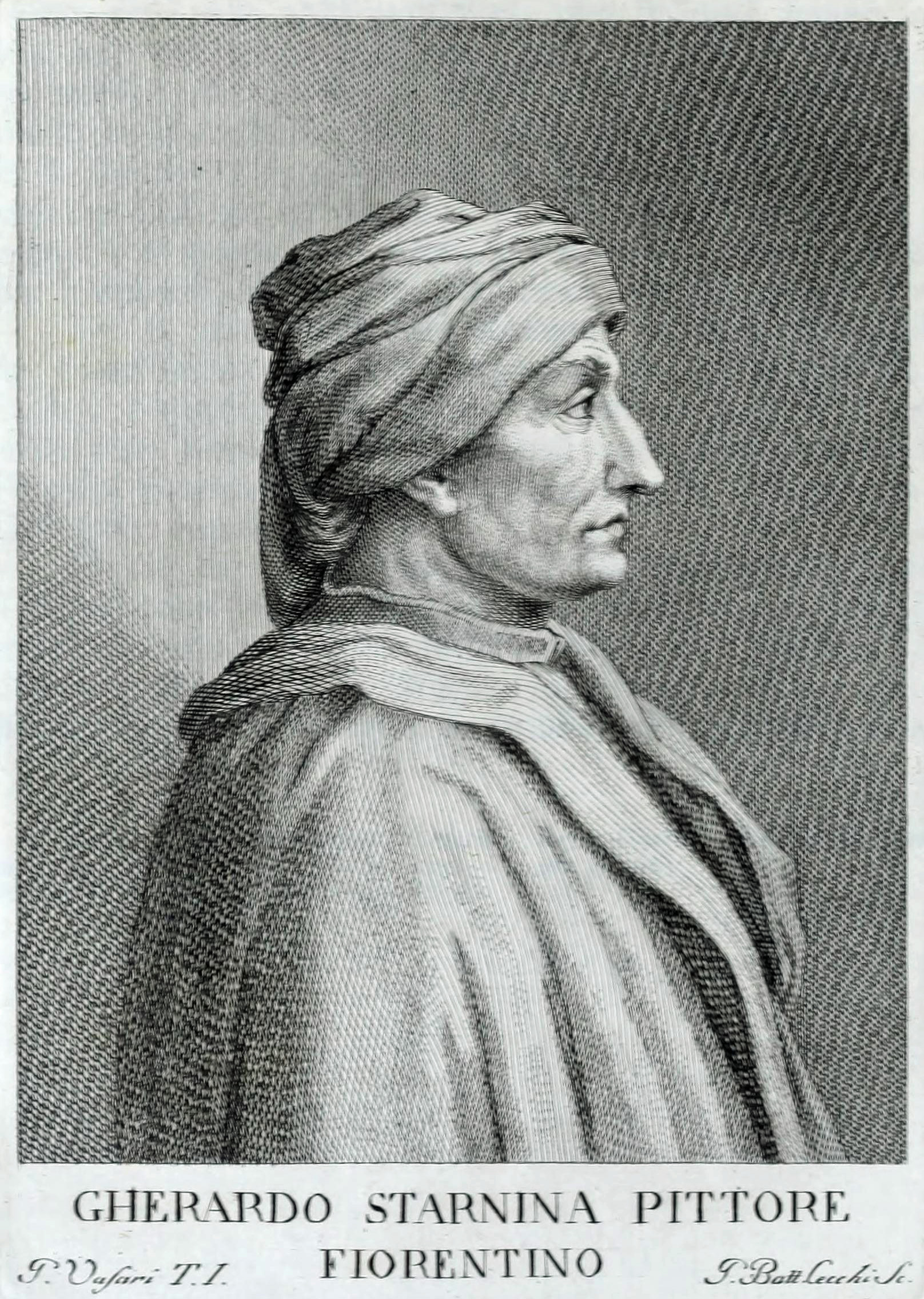
Pseudorretrato de Gherardo Starnina aparecido en el volumen 1 de la Serie degli uomini i più illustri nella pittura, scultura, e architettura, Florencia, 1769, con ilustraciones de Giovanni Battista Cecchi.

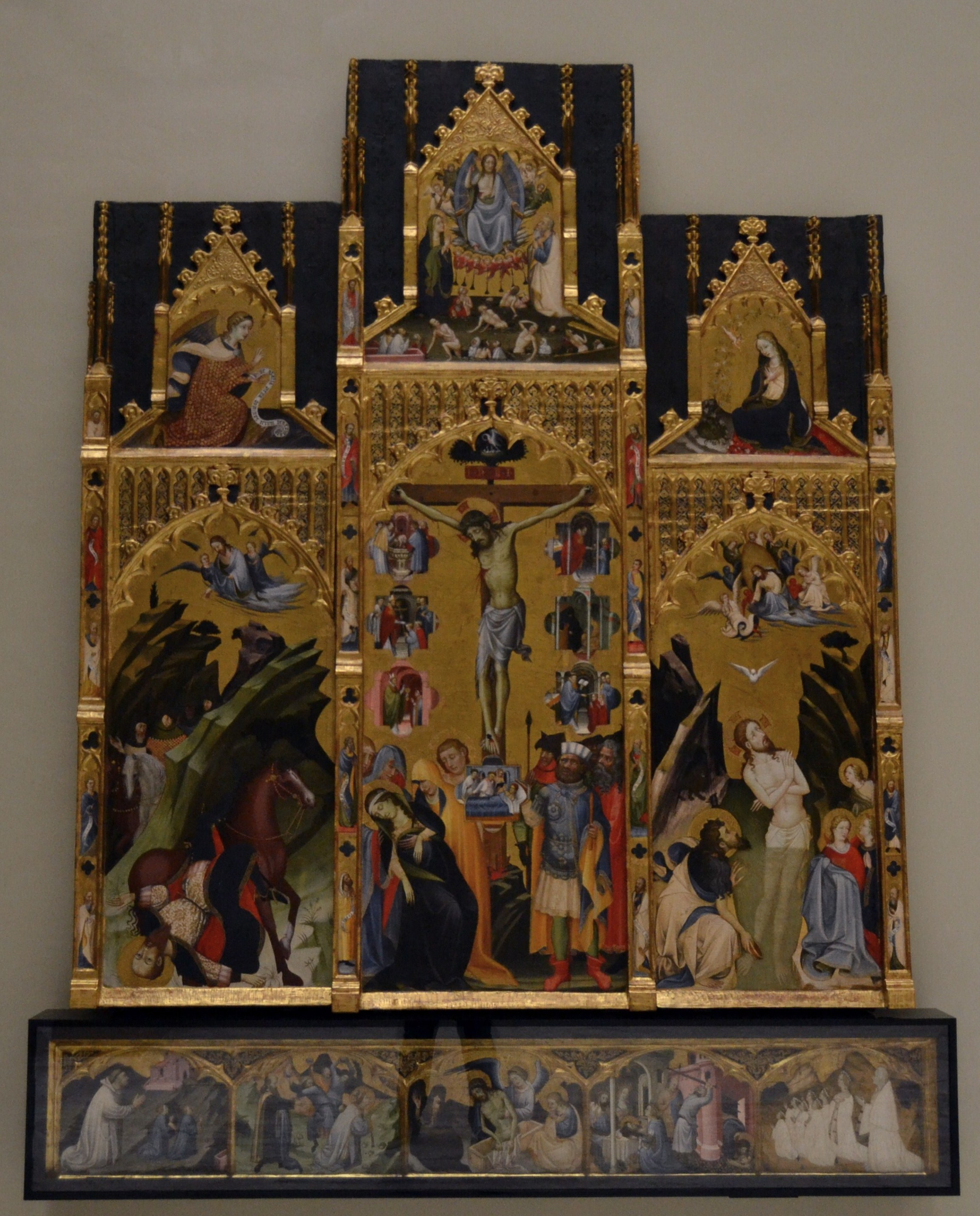
Retablo de fray Bonifacio Ferrer, Valencia, Museo de Bellas Artes.

Gherardo di Jacopo, llamado Starnina, documentado en Florencia en 1387 y fallecido ya en 1413, fue un pintor gótico italiano, cuya última obra conocida —los frescos para la capilla de la Compagnia della Nunziata en la iglesia de San Esteban de Empoli, parcialmente conservados— se data en 1409.

## Biografía y obra
En 1387, ya como pintor independiente, Starnina se inscribió en la cofradía de San Lucas de Florencia. Según Vasari habría sido discípulo en primer lugar de Antonio Veneziano y trabajado luego bajo la tutela de Agnolo Gaddi, uno de los más eminentes discípulos de Giotto. Según Vasari, pintó los frescos de la vida de san Antonio Abad en la Capilla de los Castellanos de la basílica de la Santa Croce en Florencia, pero Cavalcaselle y Crowe sostienen que fueron empezados por Agnolo y terminados por aquel, y Bernhard Berenson afirma que los ejecutó en gran parte Gaddi después de 1383, ayudado quizá por Starnina como oficial o aprendiz de su taller.
Los frescos pertenecen a una época de transición entre la concepción alegórica del medioevo, con su carga simbólica y emotiva, y la concepción del Quattrocento, tendente a presentar las figuras como formas corpóreas, de volumen pleno y de expresión inmanente.
Vasari cuenta que tras su participación en la pintura de los frescos de Santa Croce, que le valió reputación de gran pintor, fue llamado a España, hacia 1380 y, según Emile Bertaux —pues Vasari no lo menciona— al servicio del rey Juan I de Castilla. Pero no es hasta 1393 cuando se le documenta en Toledo en un recibo de pago a «Girardo Jacopo Pintor de Florentia», trabajando al servicio del arzobispo Pedro Tenorio en la pintura de un retablo de la pasión de Cristo para la antigua capilla del Salvador de la catedral de Toledo, desmembrado y parcialmente conservado disperso en el retablo de la capilla de San Eugenio y en la del Bautismo, cuyo último pago, en diciembre de 1395, pecibió junto con el también florentino Nicolás de Antonio. El evidente italianismo de las pinturas al fresco de la capilla de San Blas del templo catedralicio, cuya construcción no comenzó antes de febrero de 1397, llevaron a atribuirselas también al maestro florentino, al menos en parte, pero también a Antonio Veneziano, su maestro, que Berenson creyó que podría haber viajado también a Toledo y que, en cualquier caso, proporciona el modelo para el Calvario, inspirado en su tabla del mismo asunto conservada en el Museo Nazionale di San Mateo de Pisa. Los estudios realizados en torno a los trabajos de restauración de los frescos en 2004 han llevado a distinguir en su ejecución la participación de al menos tres maestros, presumiblemente dos de ellos Starnina y Nicolás de Antonio, los dos maestros florentinos documentados en Toledo y Valencia entre 1395 y 1401.
Es posible, por otro lado, que uno de sus colaboradores fuese el enigmático Juan Rodríguez de Toledo, cuya firma apareció en 1924 en los muy deteriorados frescos de la banda inferior, a quien se atribuyen el retablo de don Sancho de Rojas (Museo del Prado) y las pinturas murales del ábside de la iglesia parroquial de Piedrahíta (Ávila), hoy tras el retablo barroco.
De 1395 a 1401 aparece documentado en Valencia como «Gerardus Jacobi pictor civis florentie». Los trabajos aquí contratados —retablos para la iglesia de Sueca por encargo de su rector, Pedro Suárez, y para la de San Agustín de Valencia y pinturas murales para la tumba del mercader Guglielmo Costa— se han perdido todas, atribuyéndosele en esta ciudad la pintura del retablo de los Siete Sacramentos o de fray Bonifacio Ferrer, que también se ha atribuido a Lorenzo Zaragoza y a la colaboración de Starnina con el alemán Marçal de Sas y con Pere Nicolau. Conservado en el Museo de Bellas Artes de Valencia, se advierte en él la evolución del pintor hacia las fórmulas propias del gótico internacional y una clara vinculación en su tabla central con el Calvario de la capilla de San Blas.
En 1404 se le documenta de vuelta en Florencia, correspondiendo a esta etapa final los frescos de la antigua capilla de San Girolamo y los del Museo della Colegiata de Empoli, de los que solo restan algunos fragmentos de fuerte expresividad y vivo colorido. La escasez de obras documentadas conservadas hace difícil definir con precisión su personalidad artística y, por consiguiente, reconocer en ellas al pintor «famoso en toda la Toscana e incluso en toda Italia», como lo describió Vasari, transformado tras su paso por España donde aprendió a ser «amable y cortés», despojándose del carácter rudo con que previamente se comportaba. Ese vacío se compensaría con la identificación de Starnina con el llamado Maestro del Bambino Vispo, denominación convencional creada en 1904 para el anónimo autor de una tabla con la Virgen y el Niño con ángeles y santos conservada en la Galleria dell'Accademia de Florencia, cracterizada por el aspecto alegre y juguetón del Niño, en la que se advierten además influencias españolas que llevaron a Roberto Longhi a proponer la identificación del Maestro del Bambino Vispo con el valenciano Miguel Alcañiz.